# Stefan Huisman (voetballer)
Stefan Huisman (Poeldijk, 22 december 1983) is een Nederlands voormalig voetballer die als middenvelder voor ADO Den Haag en FC Omniworld speelde.

## Carrière
Stefan Huisman speelde in de jeugd van Feyenoord en ADO Den Haag. In het seizoen 2004/05 speelde hij eenmaal in het eerste elftal van ADO, in de met 0-6 gewonnen bekerwedstrijd tegen RKSV GDA. Hij kwam in de 81e minuut in het veld voor Tommie van der Leegte. In de zomer van 2005 vertrok Huisman naar de kersverse profclub FC Omniworld. Hij debuteerde in de Eerste divisie op 19 augustus 2005, in de met 2-0 verloren uitwedstrijd tegen FC Eindhoven. Hij scoorde zijn enige doelpunt in het betaald voetbal op 24 februari 2006, in de met 1-3 verloren thuiswedstrijd tegen AGOVV. Na een seizoen vertrok hij bij Omniworld, waarna hij in het amateurvoetbal voor SVV Scheveningen, Vitesse Delft en DHC Delft speelde.

### Statistieken
| Seizoen                  | Club           | Land           | Competitie     | Competitie | Competitie | Beker | Beker | Totaal | Totaal |
| Seizoen                  | Club           | Land           | Competitie     | Wed.       | Dlp.       | Wed.  | Dlp.  | Wed.   | Dlp.   |
| ------------------------ | -------------- | -------------- | -------------- | ---------- | ---------- | ----- | ----- | ------ | ------ |
| 2003/04                  | ADO Den Haag   | Nederland      | Eredivisie     | 0          | 0          | 0     | 0     | 0      | 0      |
| 2004/05                  | ADO Den Haag   | Nederland      | Eredivisie     | 0          | 0          | 1     | 0     | 1      | 0      |
| 2005/06                  | FC Omniworld   | Nederland      | Eerste divisie | 32         | 1          | ?     | ?     | 32     | 1      |
| Carrièretotaal           | Carrièretotaal | Carrièretotaal | Carrièretotaal | 32         | 1          | 1     | 0     | 33     | 1      |
| Bijgewerkt op 7 mei 2020 |                |                |                |            |            |       |       |        |        |